# Rafael García Bárcenas
Rafael García Bárcena (Güines, Provincia de La Habana, 7 de junio de 1907 - La Habana, 13 de junio de 1961) fue un poeta, filósofo y revolucionario cubano.

## Biografía
Hijo de un inmigrante español y una mujer cubana. Quedó huérfano en la adolescencia. Inicia sus estudios en Güines en el colegio presbiteriano Kate Plummer Bryan Memorial, más conocido como Colegio Americano, hasta que a los 16 años se traslada a La Habana y los continúa en la Academia Newton. En 1925 se gradúa como Bachiller en Ciencias y Letras del Instituto de La Habana. Ya desde edades tempranas había comenzado a destacar por su inteligencia.
Comenzó sus estudios de Medicina en la Universidad de La Habana pero los abandonó por los de Filosofía y Letras que culminó en 1938 con el doctorado. Desde muy joven cultivó la poesía y es laureado en varias ocasiones. En 1926 su A la palma criolla gana el premio a la mejor décima en concurso convocado en Santiago de Cuba en homenaje al poeta José María Heredia y su Amor en los Juegos Florales gana el premio a la mejor composición lírica en otro concurso en Holguín. En 1927 se edita su Cuaderno Proa, con prólogo de Agustín Acosta, y su poema Rapsodia patria gana la Flor Natural de los Juegos Florales Nacionales en ocasión del Cincuentenario de la República. En 1935 su obra Sed merece de forma compartida el Premio Nacional de Poesía, en un concurso convocado por la Dirección de Cultura de la Secretaría de Educación, que desempeñaba el hispanista José María Chacón y Calvo, y con un jurado integrado por Regino E. Boti, Andrés Núñez Olano y Dulce María Loynaz. En 1943 su obra Responso Heroico obtiene el Premio del Concurso literario de la Comisión Pro Monumento a los Mártires Universitarios. En 1930 le designan director literario de la revista Mundo Social.
Hace oposición activa a Gerardo Machado y su prórroga de poderes, formando parte desde 1927 del primer Directorio Estudiantil Universitario (DEU), y luego también en 1930, cuando dirige su órgano de prensa Cuba Libre y escribe proclamas y declaraciones. En una de ellas, titulada A las armas, llama a oficiales y soldados a rebelarse contra las injusticias de Machado. Se alza como guerrillero contra la dictadura en 1931, hasta que en pocos meses cae prisionero del ejército y es recluido en el Castillo del Príncipe. A raíz de esta experiencia publica en El Mundo el reportaje 105 días huyendo, denunciando la represión política bajo Machado.
El 4 de septiembre de 1933 firma con otros, incluido el sargento Batista, en el Campamento Militar de Columbia, la proclama que instaura la Pentarquía, luego transformada en el gobierno revolucionario de Grau y Guiteras. Toma parte activa en la definición revolucionaria de este gobierno y se opone a la gestión intervencionista de Sumner Welles.
En 1934 funda y dirige un semanario de corta vida (13 números), Kayuko, con artículos sin firma sobre temas políticos en tono satírico o humorístico.
Colabora con las organizaciones Izquierda Revolucionaria y Frente Cubano a fines de los años de la década de 1930. Ingresó en el Partido Auténtico, y en 1946 es partícipe de la polémica que divide al partido en «auténticos» y «ortodoxos», adhiriéndose a los segundos liderados por Eduardo Chibás. Es uno de los fundadores del Partido del Pueblo Cubano (Ortodoxo) en 1947, pero a fines de 1948 se separa de este por desacuerdos políticos.
En 1946 funda la Revista Cubana de Filosofía, la cual dirige desde sus inicios hasta el número 10, de enero-junio 1952. Es uno de los fundadores de la Sociedad Cubana de Filosofía. En 1950 le es otorgado el Premio Nacional de Filosofía a su trabajo «La estructura del mundo biofísico». Trabaja además como profesor, desarrollando su labor docente como profesor de Lógica e Introducción a la Filosofía en el Instituto de La Habana y como profesor de Filosofía Moral, en calidad de adscrito a la Cátedra de Filosofía en la Universidad de La Habana. Fue también profesor de Psicología Militar en la Escuela Superior de Guerra del Ejército, a la que había sido nombrado con la recomendación de su fundador, el coronel Ramón Barquín.
Cuando se produce el golpe de Estado de Fulgencio Batista el 10 de marzo de 1952, renuncia a su cargo en la Escuela Superior de Guerra y concurre a la Universidad de La Habana para oponerse al cuartelazo. El 20 de mayo, menos de tres meses después del cuartelazo, funda en la Universidad el Movimiento Nacional Revolucionario (MNR), en la práctica una escisión del Partido Ortodoxo que buscará derrocar a Batista por medios violentos. Dirige sus actividades conspiradoras hacia la juventud estudiantil y los medios militares, y edita con el nombre de Vanguardia, el órgano de prensa de este movimiento.
El 5 de abril de 1953, Domingo de Resurrección, es abortada por el gobierno de Batista la primera conspiración armada para derrocarlo (Conspiración del Domingo de Resurrección) dirigida por García Bárcena, probablemente como resultado de una delación, fue detenido junto a otros miembros de su organización, acusado de organizar y dirigir un intento de tomar por asalto el Campamento militar de Columbia (entonces el más grande del país), entrando por la posta 13 (Batista había entrado el año anterior por la posta 4). Fue enjuiciado y condenado a dos años de cárcel en el Presidio Modelo, en Isla de Pinos. Batista lo indultó y es puesto en libertad el 5 de junio de 1954. En octubre de 1954 parte al exilio ante la posibilidad de ser de nuevo encarcelado, pero regresa poco después y se mantiene militando en su grupo.
Es de notar que el intento de asalto a los cuarteles militares de Santiago de Cuba y Bayamo por parte de Fidel Castro y sus seguidores tuvo lugar, menos de cinco meses después, el 26 de julio. Muchos de los discípulos de Rafael García Bárcena pasaron más tarde a engrosar las filas de ese movimiento, muy notablemente quien fuera su abogado defensor en el juicio por los sucesos del 5 de abril, Armando Hart Dávalos.
Después de 1959 fue nombrado Embajador de Cuba en Brasil. En 1961 enfermó gravemente y se trasladó a La Habana, donde murió de un accidente cerebrovascular el 13 de junio de 1961.
Rafael García Bárcena fue destacado protagonista en los procesos revolucionarios del siglo XX en Cuba: 1927-33 y 1952-59, y tuvo una importante influencia intelectual sobre ambas generaciones. Su ideario político se podría resumir en declaraciones suyas de 1955 (Bohemia, 13 de noviembre de 1955, pág. 24): 

«Nacionalismo, democracia y justicia social tienen que marchar juntos en nuestros países de Hispanoamérica. Sacrificar uno de estos objetivos en nombre de los otros, o sacrificar dos de ellos a favor de uno de los tres, entraña una culpable posposición de objetivos que deben ser procurados simultáneamente, así como sacrificar los tres juntos ... constituye un crimen de lesa patria.»